# Ugo Mifsud Bonnici
Ugo Mifsud Bonnici (Cospicua, 8 novembre 1932) è un avvocato e politico maltese.

## Biografia
Fratello dell'ex Presidente della Corte Costituzionale di Malta Giuseppe Mifsud Bonnici e cugino dell'ex primo ministro maltese Karmenu Mifsud Bonnici, è stato Presidente della Repubblica di Malta dal 4 aprile 1994 al 4 aprile 1999.